# Trykfast isolering

Som trykfast isolering bruges ofte sundolitt (flamingo), som kan sættes direkte på bæredygtig jord. Dette lag kræves dog at være minimum 20 cm tykt og virker som kapillarbrydende lag.
| Byggeri og bygningsdele | Spire Denne artikel om byggeri og bygningsdele er en spire som bør udbygges. Du er velkommen til at hjælpe Wikipedia ved at udvide den. |